# Художественный музей Джеймса Миченера
Художественный музей Джеймса Миченера (англ. James A. Michener Art Museum) — художественный музей в Дойлстауне (Пенсильвания, США) недалеко от Филадельфии. Основан в 1988 году и назван в честь американского писателя и мецената, лауреата Пулитцеровской премии Джеймса Миченера, уроженца Дойлстауна. В музее, в частности, представлена коллекция живописи Пенсильванского импрессионизма, художественного направления начала XX века. Здесь находится экспозиция Мемориальная комната Дж. Миченера, где представлены его книги, пишущая машинка и другие памятные экспонаты, принадлежавшие писателю.

## Здание музея

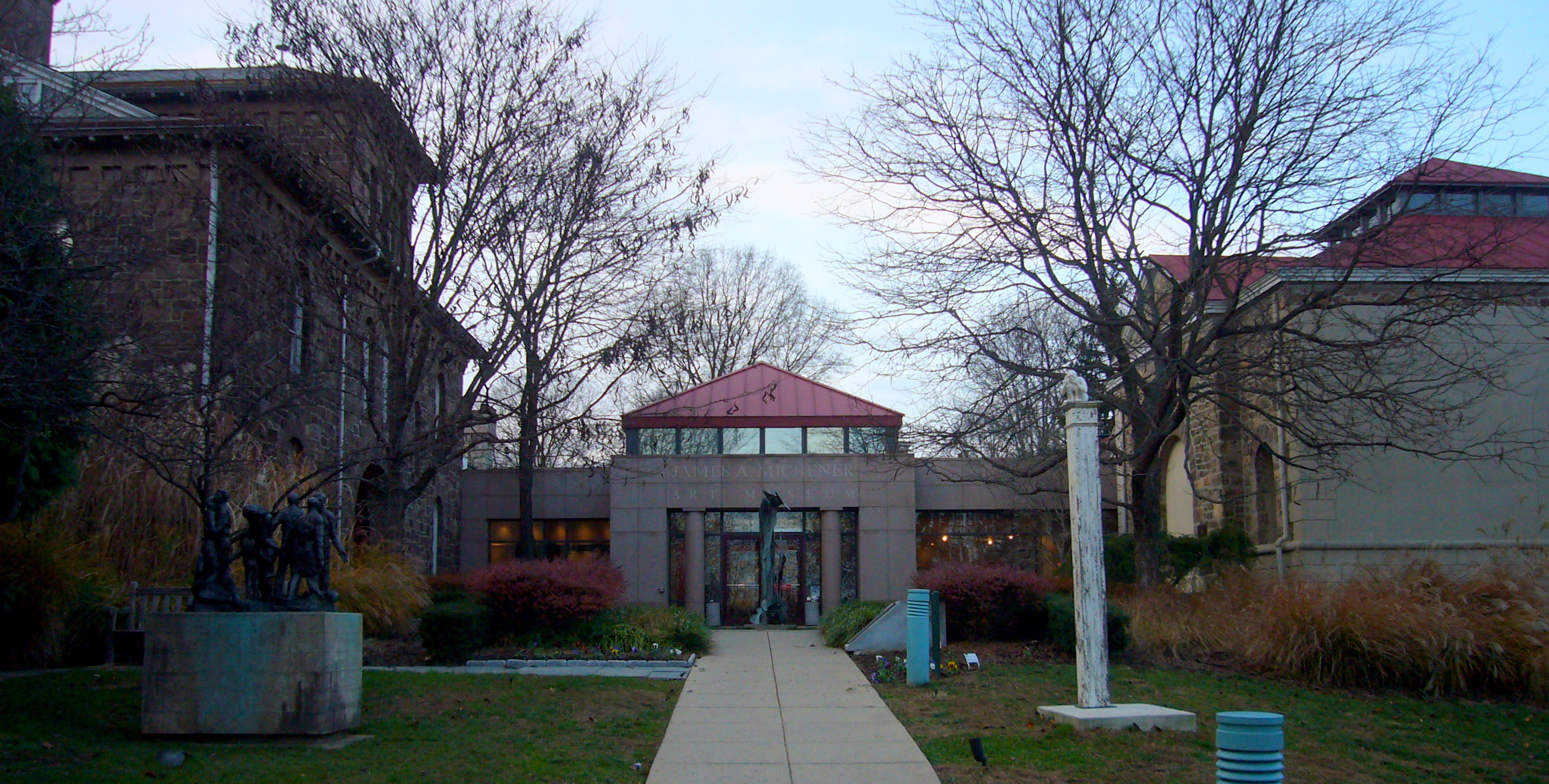
Сад скульптур во внутреннем дворе музея.

Музей располагается в здание бывшей окружной тюрьмы, построенной в 1884 году. В 1993 и 1996 годах музей был расширен. В 2000 году во дворе музея был создан сад скульптур.

## Коллекция

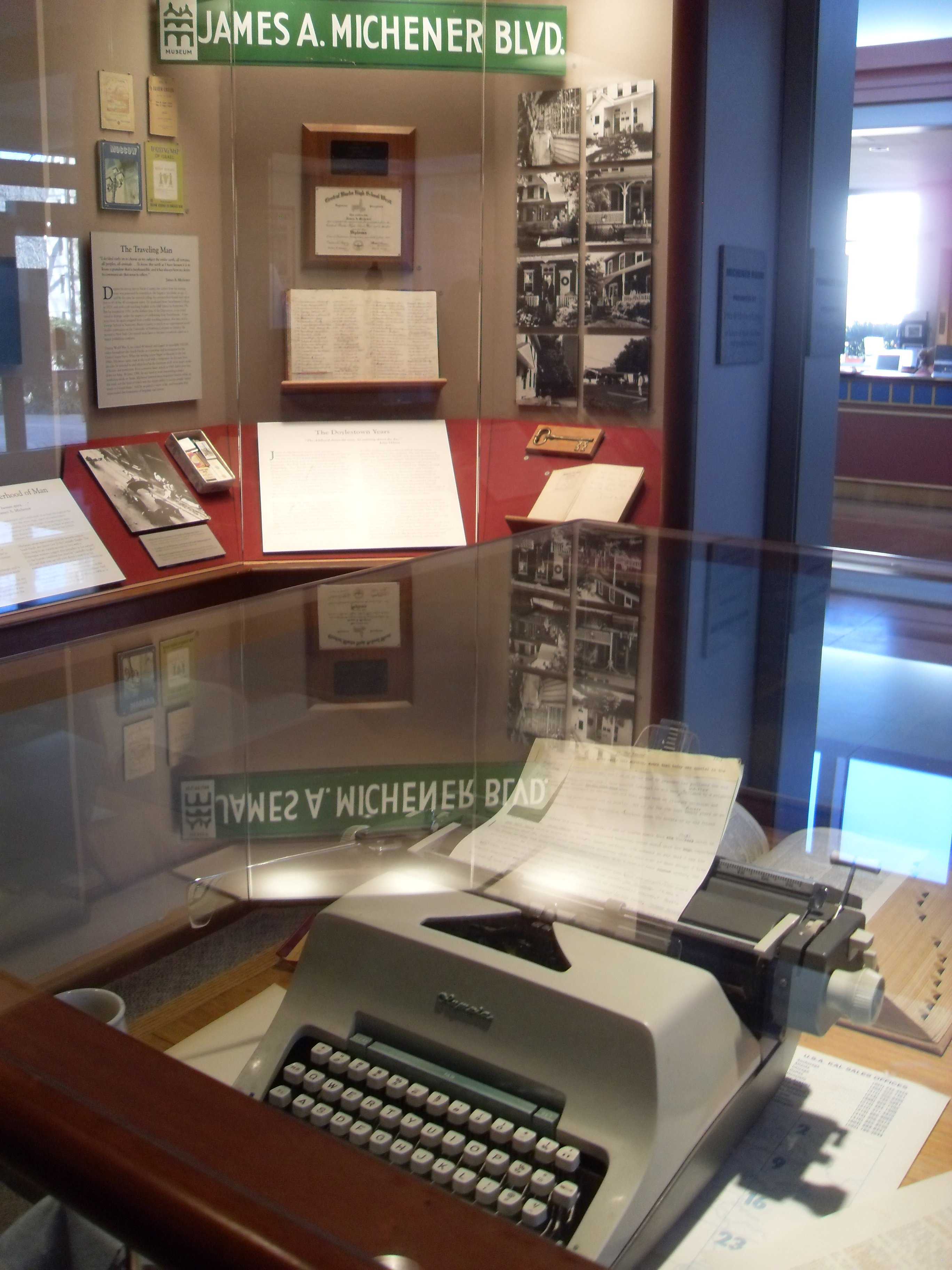
Мемориальная комната Дж. Миченера.

Музей содержит около 2 200 экспонатов. В постоянную экспозицию музея входят:
- Выставка Пенсильванских импрессионистов (коллекция американского филантропа Ленфиста).
- Читальная комната Накашимы (мебель известного американского краснодеревщика японского происхождения Джорджа Накашимы).
- Панно американского пейзажиста Даниэла Гербера, выполненное им для Выставки 1926 года к 150-летию США в Филадельфии.
- Мемориальная комната Дж. Миченера.